# لي إي. غيير
لي إي. غيير (بالإنجليزية: Lee E. Geyer)‏ هو سياسي أمريكي، ولد في 9 سبتمبر 1888، وتوفي في 11 أكتوبر 1941 في واشنطن العاصمة في الولايات المتحدة بسبب ذات الرئة القصبية. حزبياً، نشط في الحزب الديمقراطي. وقد انتخب عضو جمعية ولاية كاليفورنيا وانتخب عضو مجلس النواب الأمريكي.